# Felimare bayeri
Felimare bayeri är en snäckart som beskrevs av Ev. Marcus och Er. Marcus 1967. Felimare bayeri ingår i släktet Felimare och familjen Chromodorididae. Inga underarter finns listade i Catalogue of Life.